# Sprickorna i muren
Sprickorna i muren (en suec Una bretxa a la paret) és una pel·lícula dramàtica sueca de 2003 basada en la novel·la de Lars Gustafsson Yllet.

## Argument
Lars interromp els seus estudis de doctorat en matemàtiques a Uppsala i, en canvi, pren una feina com a professor en una comunitat de treball. Quan descobreix que un dels seus alumnes és un geni matemàtic, recupera el seu interès.

## Repartiment
- Magnus Krepper - Herdin
- Sverrir Gudnason - Jonny
- Johanna Lazcano Osterman - Claire
- Ann-Sofie Rase - Ingrid
- Tord Peterson - morbror Ebbeling
- Anders Palm - pappan
- Eva Fritjofson – mama
- Rolf Lydahl - rector Wedelin
- Henrik Lundström - Degen
- Statister från Västmanland
- Elever från Carlforska skolan, Västerås
- Bandy jugador del Hammarby IF Bandyförening

## Banda sonora
- Vespro della Beata Vergine. Nigra sum, de Claudio Monteverdi
- Vespro della Beata Vergine. Pulchra es, amica me, de Claudio Monteverdi
- Hog Farm,  text, música i veu Pugh Rogefeldt[3]
- Surabaya Johnny, música Pugh Rogefeldt, text suec Anders Aleby, veu Pugh Rogefeldt
- Jag har en guldgruva, text, música i veu de Pugh Rogefeldt
- Jag är en liten pojk,música Pugh Rogefeldt, lletra Pugh Rogefeldt i Bernt Staf, veu Pugh Rogefeldt
- Mucho gusto, música Percy Faith
- Staten och kapitalet, text i música de Leif Nylén